# فرعون (ولاية بجاية)
فرعون بلدية تقع في دائرة أميزور بولاية بجاية. بلغ عدد سكانها 15482 نسمة عام 2008.

## الوديان
- وادي أماسين

## مواضيع ذات صلة
- بلديات ولاية بجاية
- دوائر ولاية بجاية